# Rot op met je milieu
Rot op met je milieu was een Nederlands televisieprogramma van de Evangelische Omroep uit oktober 2016, gepresenteerd door Dennis van der Geest.

## Opzet
Zes mensen met zeer uiteenlopende meningen over het milieu worden geconfronteerd met elkaars daaruit voortvloeiende gedrag, terwijl ze twee weken lang samen doorbrengen in een huis in IJmuiden. Alles wat het huis inkomt, zoals meubels en afval, mag er gedurende die tijd niet uit en presentator Dennis brengt elke ochtend de CO2-uitstoot langs in de symbolische vorm van rode ballonnen. Er worden ook allerlei educatieve uitstapjes gemaakt om allerlei milieuproblemen in de praktijk te laten zien en om oplossingen daarvoor aan te dragen, waaraan de deelnemers moeten meedoen, tenzij ze dat echt te moeilijk vinden.

## Deelnemers
| Naam       | Positie                                                    |
| ---------- | ---------------------------------------------------------- |
| Anne Fleur | milieuactivist en veganist (pro-duurzaamheid)              |
| Donny      | klimaatscepticus (anti-duurzaamheid)                       |
| Hajo       | voormalig hoofdredacteur climategate.nl (klimaatontkenner) |
| Jetse      | betrokken burger (middenpositie)                           |
| Roxanne    | onbetrokken burger (middenpositie)                         |
| Susanne    | student duurzame ontwikkeling (pro-duurzaamheid)           |

## Receptie
Tijdens een voorbeschouwing zei GroenLinks-leider Jesse Klaver: 'Ik kijk heel erg uit naar dit programma. Volgens mij is dit de manier om te laten zien hoe jouw persoonlijke gedrag op zo'n groot thema als milieu effect heeft.'
Trouw-recensent Renate van der Bas schreef dat kijkers van het programma 'veel opsteken' en noemde het 'een passende oproep' voor meer duurzaamheid. Wel was de titelkeuze Rot op met je milieu 'weinig subtiel' en de deelnemersselectie 'nogal over de top'. Hans Beerekamp van NRC Handelsblad meende dat het programma 'iets minder voorspelbaar' was dan andere realityshows, 'maar nog steeds voor een groot deel het resultaat van redactionele manipulatie'. Beerekamp had voornamelijk kritiek op het feit dat de twee deelnemers, die volgens hem de 'superverwende generatie' vertegenwoordigden, niet leken te beseffen hoe hun gedrag medeverantwoordelijk was voor de huidige milieuproblemen.